# Ritratto di Pierantonio Baroncelli e di sua moglie Maria Bonciani
Il Ritratto di Pierantonio Baroncelli e di sua moglie Maria Bonciani è un dittico a olio su tavola (56x31 cm ciascuno) del Maestro dei Ritratti Baroncelli, databile al 1490 circa e conservato nella Galleria degli Uffizi a Firenze.

## Storia e descrizione
L'opera proviene dall'Arcispedale di Santa Maria Nuova a Firenze.
Il dittico, assegnato a un anonimo allievo di Hans Memling, mostra Pierantonio Baroncelli, identificabile dallo stemma sulla vetrata nello sfondo, e sua moglie Maria Bonciani, entrambi facenti parte della nutrita colonia di fiorentini nelle Fiandre. Il Baroncelli in particolare fu rappresentante prima dei Pazzi e poi del Banco Medici a Bruges, dopo il fallimento di Tommaso Portinari.
L'opera era anticamente un trittico chiudibile, il cui scomparto centrale è perduto, e sul retro presenta le raffigurazioni dell'Angelo annunciante e della Vergine annunciata. Le opere entrarono agli Uffizi separatamente, prima quello della moglie e poi quello del marito, riunendosi solo nel 1896. Opere del genere venivano dipinte in occasione delle nozze dei personaggi.
I due personaggi sono rappresentati in piedi a mezza figura, di tre quarti e in atteggiamento orante o con libri in mano. Lo sfondo è una stanza, dipinta con vivo realismo, che si apre, nel caso del ritratto femminile, su un arioso paesaggio. I due personaggi sono vestiti con abiti locali, ricchi di gioielli che aiutassero a certificare il loro alto status sociale. L'ambientazione doveva riunificarsi tramite la pala centrale, probabilmente una Madonna col Bambino, oggi sconosciuta.